# Землетрясение в Нанкайдо (1498)
Землетрясение в Нанкайдо или Землетрясение Мэйо — землетрясение магнитудой около 8,6 Ms, произошедшее у берегов Нанкайдо 20 сентября 1498 года примерно в 08:00 по местному времени и вызвавшее сильное цунами. Точное число погибших неизвестно, но сообщалось о жертвах от 5000 до 41 000 человек.

## Тектоническая обстановка

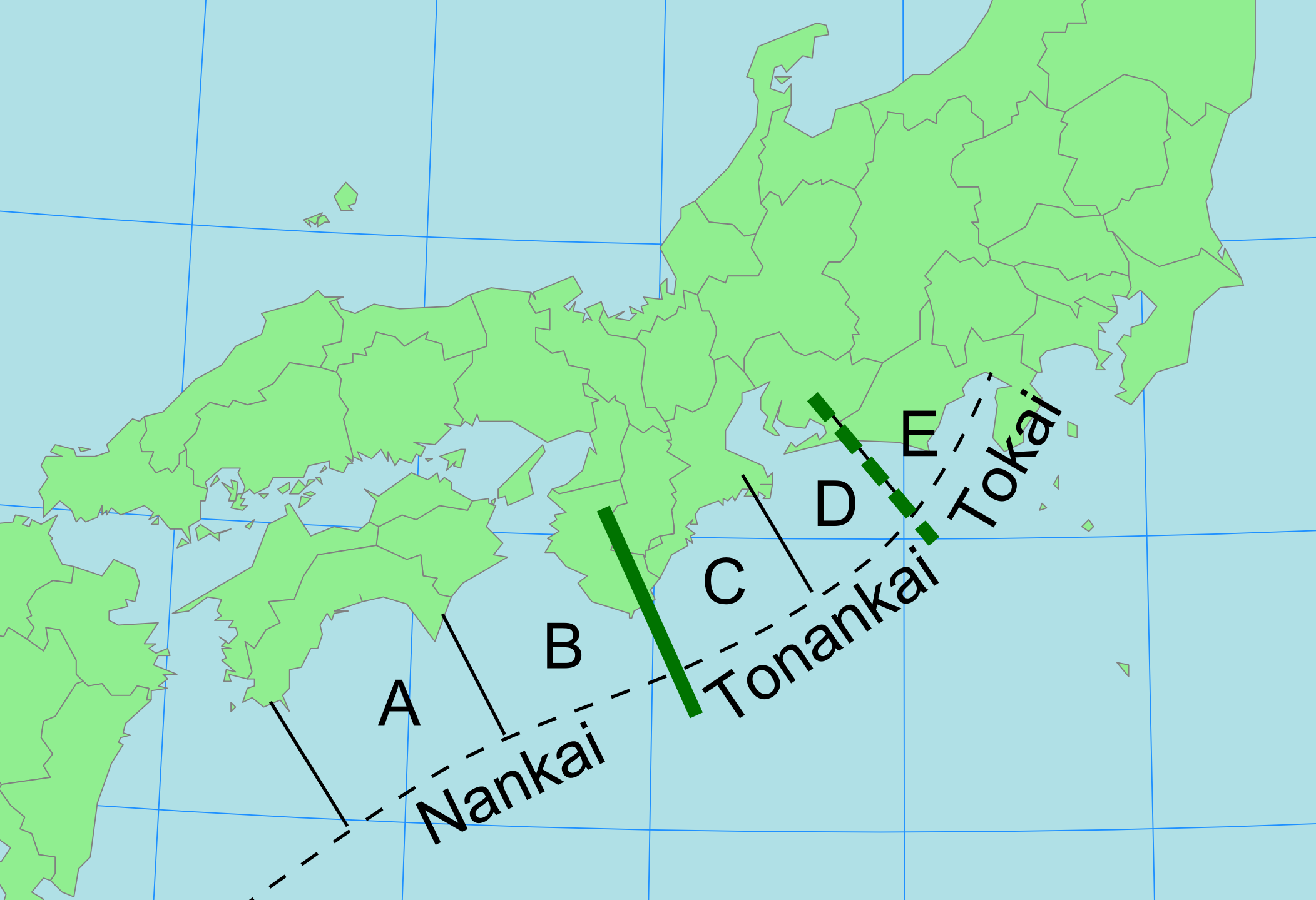
Сегменты Нанкайского прогиба (A—E)

Южное побережье острова Хонсю проходит параллельно Нанкайскому прогибу, который находится в зоне субдукции Филиппинской плиты под Евразийскую плиту. Движение плит в этой зоне приводит к землетрясениям. Нанкайский прогиб имеет пять отдельных сегментов: A, B, C, D, E, тектонические движения в которых могут происходить независимо друг от друга.
Суперземлетрясения в этом прогибе, как правило, происходят парами, с относительно коротким промежутком времени между ними. Подобные землетрясения произошли, к примеру, в 1854, 1944 и 1946 годах. В каждом из этих случаев северо-восточный сегмент двигался раньше юго-западного. Считается, что в результате землетрясения 1498 года сдвинулись сегменты C, D и E и, возможно, A и B. Если произошло несколько землетрясений, они были либо одновременными, либо с очень маленьким различием во времени, на это указывает упоминание этого события в источниках как одного крупного землетрясения.

## Землетрясение
Сильный толчок, вызванный землетрясением, был зафиксирован от полуострова Босо на северо-востоке до полуострова Кии на юго-западе. Цунами было зафиксировано в заливе Суруга и в Камакуре, где оно разрушило здание, в котором находилась статуя Великого Будды в Котоку-ин, хотя сама статуя уцелела и с тех пор остаётся на открытом воздухе. Имеются также свидетельства о разжижении грунта в районе Нанкайдо. Отложения цунами, были зафиксированы на прибрежных равнинах вокруг прогиба Сагами и полуострова Идзу. После землетрясения морское дно поднялось на ~4 метра, при гораздо меньшем оседании вблизи побережья.